# Radical 34
Le radical 34 (夂), qui signifie aller, est un des 31 des 214 radicaux chinois répertoriés dans le dictionnaire de Kangxi composés de trois traits.
Le caractère Unicode de 夂 est 5902.

## Caractères avec le radical 34
| nombre de traits          | caractères |
| ------------------------- | ---------- |
| Sans trait supplémentaire | 夂         |
| 1 traits supplémentaires  | 夃         |
| 2 traits supplémentaires  | 処 处      |
| 3 traits supplémentaires  | 夅         |
| 4 traits supplémentaires  | 夆         |
| 5 traits supplémentaires  | 备         |
| 6 traits supplémentaires  | 夈         |